# Mycena minirubra
Mycena minirubra är en svampart som beskrevs av G. Stev. & G.M. Taylor 1964. Mycena minirubra ingår i släktet Mycena och familjen Mycenaceae.   Inga underarter finns listade i Catalogue of Life.

## Källor

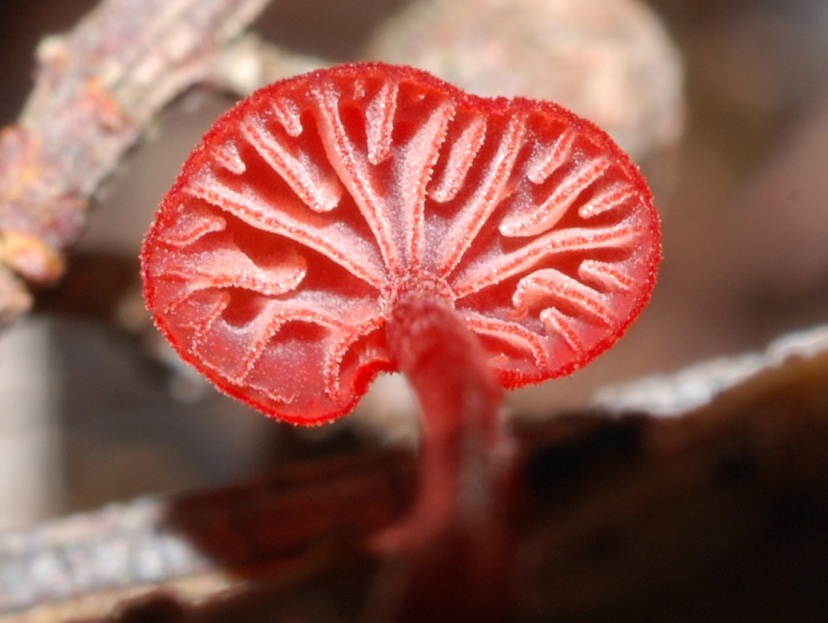